# (20480) Antonschraut
(20480) Antonschraut est un astéroïde de la ceinture principale d'astéroïdes.

## Description
(20480) Antonschraut est un astéroïde de la ceinture principale d'astéroïdes. Il fut découvert le 14 juillet 1999 à Socorro (Nouveau-Mexique) par le projet LINEAR. Il présente une orbite caractérisée par un demi-grand axe de 2,42 UA, une excentricité de 0,19 et une inclinaison de 1,6° par rapport à l'écliptique.

## Compléments